# Station Porté-Puymorens
Station Porté-Puymorens is een spoorwegstation in de Franse gemeente Porta.